# Heterolocha pinara
Heterolocha pinara är en fjärilsart som beskrevs av Eugen Wehrli 1937. Heterolocha pinara ingår i släktet Heterolocha och familjen mätare. Inga underarter finns listade i Catalogue of Life.